# Türkische Stachelmaus
Die Türkische Stachelmaus (Acomys cilicicus) ist ein in der türkischen Landschaft Kilikien endemisches Nagetier in der Gattung der Stachelmäuse. Die Art ist eng mit der Ägyptischen Stachelmaus verwandt und ist zusätzlich der Zypern-Stachelmaus genetisch sehr ähnlich. Eine Studie von 2009 sah die Türkische und die Zypern-Stachelmaus als Unterarten der Ägyptischen Stachelmaus, jedoch gibt es markante Unterschiede im Bau des männlichen Penis und die Arten sind geografisch voneinander getrennt. Im Handbook of the Mammals of the World wird zu weiteren genetischen Studien angeregt.

## Merkmale
Mit einer Kopf-Rumpf-Länge von 91 bis 121 mm, einer Schwanzlänge von 91 bis 117 mm und einem Gewicht von 29 bis 63 g liegt die Türkische Stachelmaus etwa mittig zwischen den beiden anderen genannten Arten. Sie hat 16 bis 20 mm lange Hinterfüße und 16 bis 20 mm lange Ohren. Oberseits kommt graubraunes bis dunkelgraues Fell vor und die Körperseiten sind hellbraun. In anderen morphologischen Merkmalen ist sie eine typische Stachelmaus.

## Verbreitung und Lebensweise
Die Art ist auf ein kleines Gebiet an der Küste in der Landschaft Kilikien nördlich von Silifke beschränkt. Sie hält sich in Regionen mit Kalksteinfelsen und spärlicher Vegetation sowie in Buschländern auf. Die Türkische Stachelmaus wird oft in Ruinen von Klöstern des Byzantinischen Reichs angetroffen. Sie lebt im Flachland bis 10 Meter Höhe. Typische Pflanzen der Region sind Kermeseiche, Johannisbrotbaum und Vertreter der Gattung Rubus.
Nach 38 bis 40 Tagen Trächtigkeit kommen pro Wurf bis zu drei Neugeborene vor, obwohl wild lebende Weibchen zwei Embryos aufwiesen. Die Nachkommen sind nach zwei bis vier Monaten geschlechtsreif. Weitere Informationen zum Verhalten gibt es nur von anderen Gattungsmitgliedern.

## Gefährdung
Die IUCN listet die Türkische Stachelmaus aufgrund fehlender Angaben zu möglichen Bedrohungen, zur Populationsgröße und zur genauen taxonomischen Abgrenzung mit unzureichende Datenlage (data deficient).